# Sebastian Frank von Seewies

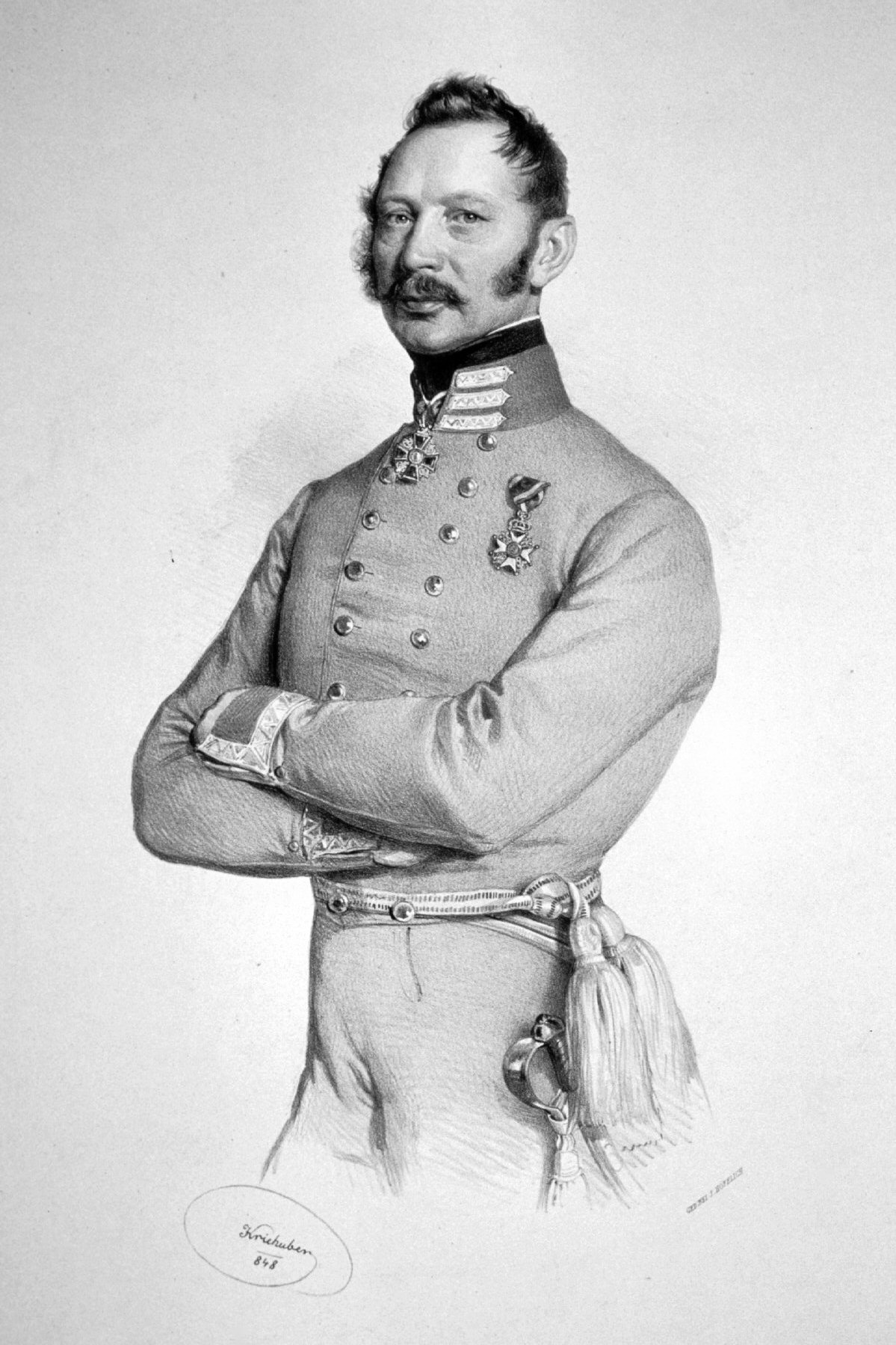
Sebastian Frank von Seewies

Sebastian Frank von Seewies (* 4. September 1796 in Pfaffenhausen; † 20. November 1850 in Wien) war ein österreichischer k. k. Generalmajor, Lehrer an der Korpsoffiziersschule und Stadtkommandant von Wien.

## Biographie

### Militärische Laufbahn
Der im Hochstift Augsburg, ab 1803 Bayern, als Sohn des Hauptmanns Karl Frank von Seewies († 5. November 1839 in Krems an der Donau) geborene Sebastian Frank trat in die Theresianische Militärakademie in Wiener Neustadt ein und nach Absolvierung dieser, am 15. Oktober 1816, als Unterleutnant in ein Pioniercorps, wurde am 1. November 1821 Oberleutnant im Prohaska-Infanterieregiment (1824 Eugen Graf Haugwitz) Nr. 38 als auch Lehrer der Mathematik, Feldbefestigung und Waffenlehre in der Grazer Kadettenkompanie, eine Stelle, die er durch zehn Jahre mit großem Erfolg bekleidete.
Am 6. März 1831 avancierte er zum Hauptmann und kam im Jahr darauf in den Generalstab. Dort fand er teils im statistischen Büro, teils bei der Grenzregulierung zu Bayern Verwendung. Im Dezember 1835 wurde er Major und Ende 1840 als Vorstand der Direktionskanzlei nach Wien berufen und dem Generalquartiermeisterstab in Graz unter Leitung des Feldmarschallleutnants Graf Leonhard von Rothkirch und Panthen zugeteilt. Der Offizier wurde im November 1841 Oberstleutnant und Kommandant des Pionierkorps mit dem Stab zu Wien, welches er auch nach seiner im Jahre März 1843 erfolgten Beförderung zum Oberst befehligte. Er war zu jenem Zeitpunkt Träger des kaiserlich russischen St. Annenordens sowie Ritter des königlich niederländischen Zivilordens vom belgischen Löwen. Zur gleichen Zeit war er Inspektor der Pionierkorpsschule zu Tulln, wo er sich wesentliche Verdienste um die technische und wissenschaftliche Ausbildung des Korps erwarb. Auch beendigte er die vom Oberst Karl von Birago im Manuskript zurückgelassenen Reglements für dieses Korps.

### Stadtkommandant von Wien

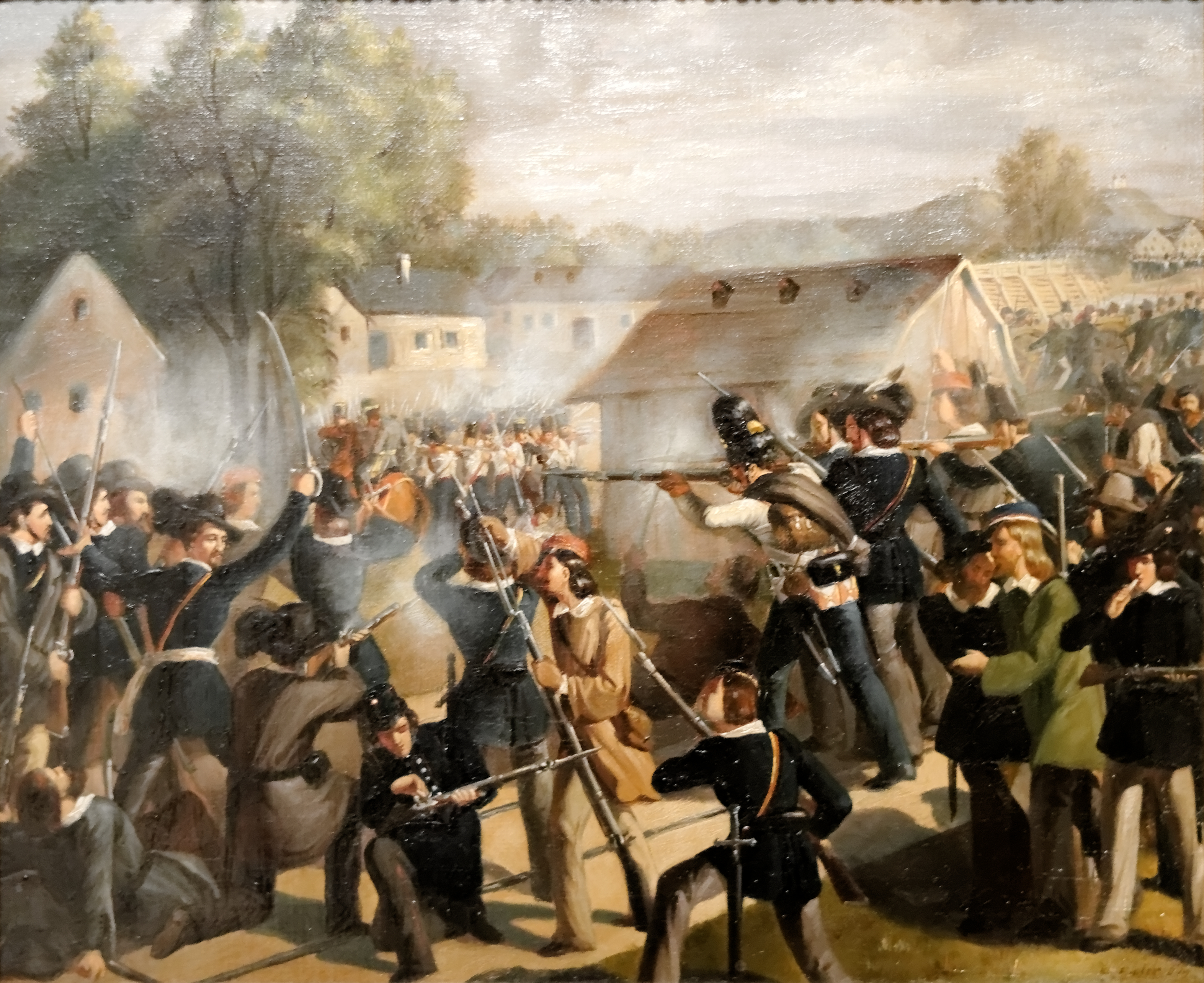
Der Kampf an der Taborbrücke in der Leopoldstadt

Am 21. Juni 1848 rückte er zum Generalmajor und stellvertretenden Stadtkommandanten von Wien.
Gleich nach der Ermordung des Kriegsministers Graf Theodor Baillet von Latour während des Wiener Oktoberaufstands am 6. Oktober verlangte der aufgebrachte Mob im Namen des sogenannten Studentenkomitees die Auslieferung des eigentlich recht beliebten Offiziers. Nur durch die Standhaftigkeit der Garnisonstruppe im bürgerlichen Zeughaus wurde das verhindert. Schließlich stellte ihn der Reichstag unter seinen Schutz, womit der Befehl des Studentenkomitees erlosch. Er übernahm sodann bei der im Schwarzenbergischen Garten konzentrierten Garnison eine Brigade, und zeichnete sich bei Einnahme der Brigittenau und Leopoldstadt besonders aus, wofür ihm auch das Ritterkreuz des kaiserlich österreichischen Leopold-Ordens zuteilwurde.
Nach der Niederschlagung des Aufstandes unter der Führung von Feldmarschall Fürst Alfred von Windischgrätz erließ Frank, nun Stadtkommandant, bereits einen Tag später, am 1. November ein Plakatierungsverbot und am 15. November den Befehl zur Ablieferung sämtlicher Hieb-, Stich- und Feuerwaffen unter Androhung heftigster Konsequenzen bei Missachtung. Weiters wiederholte er das Plakatierungsverbots vom 1. November und sandte eine abermalige Warnung an die Bevölkerung vor der Führung aufrührerischer Reden in Wirts- und Kaffeehäusern bei Androhung mit dem Militärstraf- und Standrecht.
Anno 1849 war er bestimmt, mit einem Streifkorps nach Ungarn zu marschieren, musste aber verzichten und blieb als Stadtkommandant in Wien, da eine schmerzhafte Krankheit, der er später auch erlag, seine Kräfte lähmte.